# Ланкастер, Дэн
Дэн Ланкастер (англ. Dan Lancaster) — британский продюсер, автор песен и музыкант. Наиболее известен своей работой по сведению и продюсированию современной рок-музыки, а также сотрудничеству с Blink-182, 5 Seconds of Summer, Bring Me the Horizon и One Ok Rock. Ланкастер был трижды номинирован на «Грэмми» за работу с Bring Me the Horizon и Blink-182, и дважды — на премию «Лучший продюсер» Heavy Music Awards.

## Карьера
Ланкастер продюсировал и сводил композиции многих известных рок-исполнителей, включая Good Charlotte, Don Broco, Lower Than Atlantis, One Ok Rock, Yonaka, Asking Alexandria. Наибольшую известность Ланкастеру принесла работа над альбомом California (2016) группы Blink-182 и альбомами That’s the Spirit (2015) и Аmo (2019) группы Bring Me the Horizon. В январе 2024 года Bring Me the Horizon объявили о выпуске новой песни Kool-Aid, в создании которой снова участвовал Дэн Ланкастер.
В 2017 году Ланкастер был дважды номинирован на премию «Грэмми» за альбом Blink-182 California и сингл Left Alone также Blink-182. В 2018 году он снова был номинирован на «Грэмми» за альбом Amo Bring Me the Horizon. В 2017 и 2018 годах Ланкастер был номинирован на премию «Продюсер года» от Heavy Music Awards.
На Spotify количество прослушиваний песен, в создании которых принимал участие Ланкастер, превысило 1,3 млрд.
Ланкастер исполняет музыку и как артист. В начале 2000-х он играл в музыкальной группе Proceed, однако группа впоследствии распалась. В 2018 году Ланкастер выпустил две сольных композиции — Move a Mountain и Wild Life. В октябре того же года Ланкастер дал дебютный концерт в Лондоне. В 2022 году Ланкастер дебютировал в туре Muse, играя на синтезаторе, клавишных и гитаре.